# Samarinda
Samarinda é uma cidade da Indonésia, capital da província de Kalimantan Oriental, no leste da ilha de Bornéu. Tem cerca de 630 mil habitantes. Foi fundada em 1668 por bugis das Celebes.